# 블라트코 스토야노프스키
블라트코 스토야노프스키(마케도니아어: Влатко Стојановски, 1997년 4월 23일 ~ )는 베사에서 스트라이커로 뛰고 있는 북마케도니아의 프로 축구 선수이다.

## 구단 경력
메탈루르크 스코페 청소년 아카데미를 졸업한 스토야노프스키는 2014년 10월 29일, 슈켄디야와의 경기에서 2-1로 패한 경기에서 프로 데뷔 전을 치렀다. 2015년 8월 29일, 그는 믈라도스트 CD와의 경기에서 2-1로 패한 경기에서 첫 프로 골을 넣었다.
스토야노프스키는 2019년 5월 4일, 포베다와의 리그 경기에서 레노바가 9-1로 승리하는 데 4골을 넣었다. 그는 2018-19년 시즌을 프르바 리가 득점왕으로 마무리했다.
2019년 7월 3일, 프랑스 리그 1 클럽 님 올랭피크는 스토야노프스키와 3년 계약을 체결했다고 발표했다.

## 국가대표팀 경력
그는 2019년 11월, 오스트리아와의 UEFA 유로 2020 예선 경기에서 북마케도니아 국가대표팀으로 데뷔했으며, 곧바로 첫 국제 경기 골을 기록했다.